# 팬스타엔터프라이즈
팬스타엔터프라이즈(영어: Panstar Enterprise Co. Ltd.)는 대한민국의 자동차 정비기기, 정보기기 제조 업체이다. 1991년 6월 1일  '헤스본기계
'라는 이름으로 설립되었다. 1995년 회사를 법인 형태로 전환하고 상호를 '헤스본기계(주)'로 변경했으며 2000년 '헤스본(주)'로 상호를 변경했다.
1994년 자동차 정비용 리프트에 Q마크를 획득했다. 1998년 중소기업청으로부터 유망 선진기술기업으로 지정됐다. 2000년 벤처기업으로 등록하고, 2001년 기업부설연구소를 세웠다. 2002년 코스닥에 상장했다. 2003년 자동차 정비용 리프트에 CE마크를 획득했다. 2005년 헤스본호주와 2006년 헤스본일본을 자회사 설립했다.
주력 제품은 자동차 리프트, 대형 타이어 탈착기, 타이어 휠 밸런스, 오토 미션 오일 교환기 등 자동차 정비 기기 및 정보기기들이다.

## 연혁
- 1991년 6월 헤스본기계 창업
- 1994년 9월 Q마크 획득
- 1995년 10월 헤스본기계㈜ 법인전환
- 1996년 11월 ISO 9002 인증 획득
- 1998년 5월 유망 선진 기술기업 지정
- 1998년 5월 벤처 기업 확인 - 신 기술 개발 분야
- 1999년 11월 백만불 수출의 탑 수상
- 1999년 12월 노사협력 우량기업 지정
- 2001년 4월 기업부설 기술연구소 설립
- 2002년 1월 코스닥 상장
- 2002년 10월 ISO 9001:2000 전환인증
- 2003년 1월 중국문등헤스본기계 유한공사 REAL HESHBON 합작설립
- 2003년 5월 정비용 리프트 전모델 CE마크 획득
- 2003년 11월 500만불 수출의 탑 수상
- 2004년 11월 1,000만불 수출의 탑 수상
- 2005년 3월 GQ(우수제품인증) 마크 획득
- 2006년 7월 일본 지사 설립
- 2006년 10월 기술혁신형 중소기업(INNO BIZ)선정
- 2006년 12월 ISO 14001 인증 획득
- 2010년 5월 본사이전(인천 서구 경서동)[2]
- 2011년 4월 대표이사 송만철 취임